# Jean Roche
Jean Roche (Caluir-et-Cuire, França, c. 1917 – França, 11 de agosto de 2006) foi um professor e historiador francês.
Veio para Porto Alegre em 1945, acompanhando a mulher, Nancy, funcionária do Ministério da Cultura da França que fora designada para fundar a Aliança Francesa no Rio Grande do Sul. Roche foi convidado pelo então reitor da PUCRS, Irmão José Otão, para ministrar aulas de francês na universidade, posteriormente também foi professor da Universidade Federal do Rio Grande do Sul (UFRGS).
Monsieur Roche, como era chamado, rapidamente se tornou uma pessoa popular no meio cultural gaúcho e brasileiro da década de 1950, amigo íntimo de escritores como Érico Veríssimo e Jorge Amado. Entre suas principais pesquisas sobre a cultura gaúcha estão A Administração da Província do Rio Grande do Sul - 1929/1947 e A Colonização Alemã e o Rio Grande do Sul - este último, o mais famoso, foi publicado originalmente em francês e lhe rendeu o título de Doutor em Letras pela Universidade Paris V Sorbonne.
A família de Jean Roche partiu de Porto Alegre em 1953, e passou ainda pela Turquia e por Portugal antes de retornar à França, em 1958, quando Roche se tornou professor da Universidade de Toulouse, até se aposentar aos 60 anos.
Retornou diversas vezes ao Brasil para visitar os amigos e receber prêmios, como o de professor honoris causa em universidades do Rio Grande do Sul, de Pernambuco e da Bahia.